# جازی بارنوم-باب
جازی بارنوم-باب (انگلیسی: Jazzi Barnum-Bobb؛ زادهٔ ۱۵ سپتامبر ۱۹۹۵) بازیکن فوتبال اهل بریتانیا است.
از باشگاه‌هایی که در آن بازی کرده‌است می‌توان به باشگاه فوتبال نیوپورت کانتی و باشگاه فوتبال کاردیف سیتی اشاره کرد.